# Estación de Cadenazzo
La estación de Cadenazzo es la principal estación ferroviaria de la comuna suiza de Cadenazzo, en el Cantón del Tesino.

## Historia y situación
La estación de Cadenazzo fue inaugurada en el año 1874 con la inauguración del tramo Biasca - Bellinzona - Locarno. En 1882 se puso en servicio la prolongación de la línea desde Cadenazzo hasta Luino, desde donde continúa hasta Novara.
Se encuentra ubicada en el borde noroeste del núcleo urbano de Cadenazzo. Cuenta con dos andenes, uno central y otro lateral a los que acceden tres vías pasantes. Además también hay otras dos vías pasantes, varias vías muertas y derivaciones a empresas situadas en las cercanías de la estación. Al oeste de la misma se encuentra la bifurcación de las líneas hacia Locarno y Luino.
En términos ferroviarios, la estación se sitúa en la línea Giubiasco - Locarno, y es el inicio de la línea Cadenazzo - Luino. Sus dependencias ferroviarias colaterales son la estación de Sant'Antonino hacia Giubiasco, el apeadero de Riazzino en dirección Locarno y la estación de Quartino hacia Luino.

## Servicios Ferroviarios
Los servicios ferroviarios de esta estación están prestados por SBB-CFF-FFS y por TiLo:

### Larga distancia
- IR Basilea-SBB - Olten - Lucerna - Arth-Goldau - Schwyz - Brunnen - Flüelen - Erstfeld - Göschenen - Airolo - Faido - Biasca - Bellinzona - Cadenazzo - Locarno.
- IR Zúrich - Zug - Arth-Goldau - Schwyz - Brunnen - Flüelen - Erstfeld - Göschenen - Airolo - Faido - Biasca - Bellinzona - Cadenazzo - Locarno.

### TiLo
TiLo opera servicios ferroviarios de cercanías, llegando a la estación dos líneas de cercanías que permiten buenas comunicaciones con las principales ciudades del Cantón del Tesino así como la zona norte de Lombardía.
- S 20 Castione-Arbedo - Bellinzona - Cadenazzo - Locarno
- S 30 Bellinzona - Cadenazzo - Luino - Gallarate - Busto Arsizio - Malpensa Aeropuerto